# Brachycephalus quiririensis
Brachycephalus quiririensis é uma espécie de anfíbio anuro da família Brachycephalidae. Está presente no Brasil.